# Campeonato Mundial de Ajedrez 1927
El Campeonato Mundial de Ajedrez 1927 fue un encuentro entre el campeón José Raúl Capablanca, de Cuba, y el retador Alexander Alekhine, de Rusia, pero nacionalizado francés durante el match, desarrollado en Buenos Aires, Argentina, del 16 de septiembre y al 30 de noviembre. Alekhine ganó el match 6 a 3.

## Antecedentes
Capablanca llegaba como favorito, no solo por ser el campeón reinante, sino también por el historial que tenía contra Alekhine (5 victorias y 7 empates). Alekhine se preparó a conciencia: llegó a Buenos Aires semanas antes, llevó una vida intachable, con una dieta adecuada, ejercicio físico y escogió como analista a uno de los mejores jugadores argentinos de la época, Roberto Grau. Capablanca, por el contrario, limitó su preparación a unas simultáneas en Brasil y no redujo su vida social, tanto protocolar como personal. 

## Match
El match sería jugado a partidas ilimitadas, solo acabando cuando un jugador llegara a 6 victorias, sin contar las tablas. Posteriormente maestros como Fischer, Kaspárov y otros especularon con la posibilidad de una cláusula de empate, que establecería que si el match acabara en un empate 5 a 5, el campeón defensor (Capablanca) retendría el título, pero no hay pruebas al respecto.
| Jugador              | 1 | 2 | 3 | 4 | 5 | 6 | 7 | 8 | 9 | 10 | 11 | 12 | 13 | 14 | 15 | 16 | 17 | 18 | 19 | 20 | 21 | 22 | 23 | 24 | 25 | 26 | 27 | 28 | 29 | 30 | 31 | 32 | 33 | 34 | Total (Vic) |
| -------------------- | - | - | - | - | - | - | - | - | - | -- | -- | -- | -- | -- | -- | -- | -- | -- | -- | -- | -- | -- | -- | -- | -- | -- | -- | -- | -- | -- | -- | -- | -- | -- | ----------- |
| José Raúl Capablanca | 0 | ½ | 1 | ½ | ½ | ½ | 1 | ½ | ½ | ½  | 0  | 0  | ½  | ½  | ½  | ½  | ½  | ½  | ½  | ½  | 0  | ½  | ½  | ½  | ½  | ½  | ½  | ½  | 1  | ½  | ½  | 0  | ½  | 0  | 15½ (3)     |
| Alexander Alekhine   | 1 | ½ | 0 | ½ | ½ | ½ | 0 | ½ | ½ | ½  | 1  | 1  | ½  | ½  | ½  | ½  | ½  | ½  | ½  | ½  | 1  | ½  | ½  | ½  | ½  | ½  | ½  | ½  | 0  | ½  | ½  | 1  | ½  | 1  | 18½ (6)     |

Alekhine ganó la primera partida. Capablanca se repuso y ganó la tercera y la séptima, pero Alekhine ganó la undécima y el resultado del encuentro empezó a ser incierto. La voluntad de ganar de Alekhine marcó la diferencia. Finalmente, en la partida número 34, Alekhine se impuso por 6 victorias contra 3. Capablanca envió un billete a Alekhine felicitándole por su victoria. Posteriormente Capablanca trató de lograr un encuentro de revancha, ante lo cual Alekhine le exigió las mismas condiciones impuestas por Capablanca para retarlo por el título mundial, plasmadas en el Protocolo de Londres 1922, condiciones que al mismo Alekhine le costó mucho cumplir por la alta suma de dinero exigida al retador. Capablanca nunca pudo cumplirlas. Sin embargo, Alekhine rebajó las condiciones para poner en juego su título con otros jugadores.
Un dato curioso de aquel campeonato es que todas las partidas, salvo la primera y la tercera, fueron planteadas con la defensa ortodoxa del gambito de dama.